# Buskerud
Buskerud je okrug u južnoj Norveškoj.

## Zemljopis
Buskerud graniči s okruzima Akershus, Oslo, Oppland, Sogn og Fjordane, Hordaland, Telemark i Vestfold. Središte okruga je grad Drammen.

## Stanovništvo
Buskerud je osmi po broju stanovnika okrug u Norveškoj, prema podacima iz 2008. godine u njemu živi 253.006 stanovnika, dok je gustoća naseljenosti 18 stan./km²

## Općine
Buskerud je podjeljen na 21 općinu:
(Stanovništvo 1. siječnja 2007.)
| - 1 Drammen (58.730) - 2 Flesberg (2.523) - 3 Flå (989) - 4 Gol (4.435) - 5 Hemsedal (1.963) - 6 Hol (4.475) - 7 Hole (5.436) - 8 Hurum (8.935) - 9 Kongsberg (23.644) - 10 Krødsherad (2.120) - 11 Lier (22.257) | - 12 Modum (12.589) - 13 Nedre Eiker (21.877) - 14 Nes (3.456) - 15 Nore og Uvdal (2.526) - 16 Ringerike (28.385) - 17 Rollag (1.402) - 18 Røyken (17.819) - 19 Sigdal (3.496) - 20 Øvre Eiker (15.956) - 21 Ål (4.642) |  |

## Vanjske poveznice
- Službena stranica Rogaland  Arhivirana inačica izvorne stranice od 27. svibnja 2016. (Wayback Machine)

### Ostali projekti
|  | Zajednički poslužitelj ima još gradiva o temi Buskerud |